# 月船さらら
月船 さらら（つきふね さらら、1975年5月8日 - ）は、日本の女優。元宝塚歌劇団月組の男役。キューブを経て、アベベネクスト所属。
滋賀県大津市出身、平安女学院高等学校卒。愛称「さららん」、「さらら」。

## 来歴
1994年、宝塚音楽学校入学。82期生。なお入学試験は過去最高の入試倍率48.25倍を記録した。
1996年、宝塚歌劇団入団。入団時の成績は38人中29番。同年月組公演『CAN-CAN』で初舞台を踏む。芸名は故郷琵琶湖と大津京に因んだ『万葉集』より命名。同期には蘭寿とむ（元花組トップスター）、涼紫央、壮一帆（元雪組トップスター）、紺野まひる、西條三恵、遼河はるひらがいる。同年5月8日、月組に配属。
1998年、新設された宙組へ組替え。
2001年、『ベルサイユのばら2001』の新人公演でフェルゼン役として初主演。2001年、古巣の月組へ組替え。2002年、『ガイズ&ドールズ』で2度目の新人公演主演。2003年、『なみだ顔えがお橋」で膠原病のため休演した霧矢大夢に代わり主演を務めた。
引き続き男役スターとして活躍を期待されたが2005年12月25日、『JAZZYな妖精たち/REVUE OF DREAMS』東京宝塚劇場公演千秋楽をもって宝塚歌劇団退団。退団後は芸能界進出。
2007年、『さくらん』で映画デビュー。翌2008年には、文化庁推薦映画『世界で一番美しい夜』でヒロインを演じる。また、同年に篠山紀信撮影で、官能的な写真集とDVDも発表した。
2008年、公式ブログにて出口結美子とともに、演劇ユニット「métro」を結成することを発表。
2009年、第30回ヨコハマ映画祭にて、最優秀新人賞を受賞。
2009年、おおさかシネマフェスティバル2009にて、最優秀新人賞を受賞。同年夏、公式ブログにて事務所を移籍したことを発表。現在の事務所に所属する事になった。
2011年、出口結美子が結婚と女優業引退に伴い、演劇ユニット「métro」を卒業。それに伴い、2月28日より一人で活動することが発表された。同年末に結婚したことを2012年1月4日付けのブログで公表。2015年10月14日、同年初めに離婚していたことを明らかにした。
2016年、第19回みうらじゅん賞を受賞。

## エピソード
- 小学校の時、TVで観た『サウンド・オブ・ミュージック』に感動[6]。その後、「ミュージカルに出てみたい」との思いが強くなり、宝塚受験を決断。両親も「タカラヅカなら」と認めてくれたという[7]。
- ビデオで『ベルサイユのばら』を観て、「ここに入りたい！」との思いを強くしたとのこと[8]。受験するまで観劇した事も無く、宝塚の仕組みも余り知らなかった。
- 滋賀の実家から京都に1年間レッスンに通い、2度目の挑戦で合格した。
- 元星組トップスターの安蘭けいは同郷（滋賀県）の先輩であり、宝塚歌劇団の先輩にもあたる。
- 1996年、同期とともに『t.a.p.』のメンバーとして活動していた。

## 宝塚歌劇団時代の主な舞台出演

### 第1次月組時代
- 1996年4月16日 初新人公演『CAN-CAN』 - カゲコーラス、警官
- 1996年7月、東京宝塚劇場公演『CAN-CAN/マンハッタン不夜城』 - 警官、カンカン
- 1996年9月、『チェーザレ・ボルジア/プレスティージュ』 - 従僕、兵士
- 1996年10月8日、新人公演『チェーザレ・ボルジア』 - ペドロ（本役・鳴海じゅん）
- 1996年12月、『バロンの末裔/グランド・ベル・フォリー』 - 群集（男）
- 1997年1月1日、宝塚大劇場『元旦特別ショー』
- 1997年1月14日、新人公演『バロンの末裔』
- 1997年6月、『EL DORADO』 - 帝国の兵士、船員
- 1997年7月15日、新人公演『EL DORADO』 - チコ（本役：鳴海じゅん）
- 1997年12月、シアタードラマシティ公演『Alas』 - 左大臣、バル（娘役）

### 宙組時代
- 1998年1月1日、「平成十年度年賀式」宙組生徒全員
- 1998年3月、宙組 お披露目公演『エクスカリバー/シトラスの風』 - 騎士、兵士
- 1998年4月14日、新人公演『エクスカリバー』 - トーマス（本役：朝比奈慶）
- 1998年10月 - 1999年3月『エリザベート』
- 1998年11月17日、新人公演『エリザベート』 - 少年時代のルドルフ（本役・初嶺麿代）
- 1998年12月23日 - 25日、宝塚大劇場で『レビュー・スペシャル'98』
- 1999年5月2日 - 12日、シアタードラマシティ公演『Crossroad』 - キリー
- 1999年6月25日 - 8月9日、宝塚大劇場公演『激情』『ザ・レビュー'99』
- 1999年7月13日、新人公演『激情』 - ファニート（本役：寿つかさ）
- 1999年9月5日 - 12日 日本青年館『Crossroad』 - キリー
- 2000年1月、『砂漠の黒薔薇/GLORIOUS!!』 - 道化師
- 2000年1月18日新人公演、『砂漠の黒薔薇』 - ヤワン（本役・和央ようか）
- 2000年3月、TAKARAZUKA1000days劇場公演『砂漠の黒薔薇/GLORIOUS!!』
- 2000年6月10日 - 7月4日全国ツアー公演、『うたかたの恋／GLORIOUS!!』 - フェルディナンド大公
- 2000年8月、『望郷は海を越えて/ミレニアム・チャレンジャー!』 - 海の武士、近衛隊士
- 2000年9月12日、新人公演『望郷は海を越えて』 - シモン（本役：祐輝薫）
- 2000年9月1日 - 2日、TCAスペシャル『KING OF REVUE』
- 2000年12月13日、『アデュー・TAKARAZUKA1000days劇場』
- 2000年3月19日 宝塚大劇場『ベルサイユのばら2001』前夜祭
- 2001年4月 - 8月、新人公演『ベルサイユのばら2001』 - フェルゼン（本役・和央ようか、初主演）
- 2001年6月1日 - 2日、TCAスペシャル2001『タカラヅカ 夢世紀』
- 2001年9月1日、『ベルサイユのばら メモランダム』
- 2001年9月8日 - 17日、宝塚バウホール公演『フィガロ!』

### 第2次月組時代
- 2001年10月27日 - 11月18日 全国ツアー公演『大海賊/ジャズマニア』 - ロックウェル
- 2002年1月 - 5月、『ガイズ&ドールズ』 - ベニー
- 2002年1月22日、新人公演『ガイズ&ドールズ』 - スカイ・マスタースン（本役：紫吹淳、主演）
- 2002年1月25日、『逸翁デー〜宝塚ホームカミング〜』
- 2002年6月 - 7月、バウホール・日本青年館公演『SLAPSTICK』 - ルドルフ・アーバス
- 2002年9月 - 12月、『長い春の果てに／With a Song in My Heart』 - ピエール（新人公演/ステファン、本役・紫吹淳、新人公演主演）
- 2003年1月 - 2月、バウホール公演『春ふたたび』 - 藤原道忠（バウワークショップ・ダブル主演）
- 2003年4月 - 8月、『花の宝塚風土記/シニョール ドン・ファン』 - フィリッポ
- 2003年6月5日、6日、TCAスペシャル2003『ディア・グランド・シアター』
- 2003年9月、バウホール・日本青年館公演『なみだ橋えがお橋』 - 徳三郎（主演予定の霧矢大夢休演のため代役主演）
- 2003年10月17日、第44回宝塚舞踊会
- 2003年11月 - 2004年3月、『薔薇の封印』 - ピーター、アンリ
- 2004年4月1日、宝塚歌劇90周年記念式典
- 2004年4月 - 5月、バウホール・日本青年館公演『愛しき人よ』 - ケビン・ヒルデブラント
- 2004年6月 - 10月、『飛鳥夕映え/タカラヅカ絢爛II』 - 古人皇子（芝居）、エレグア（ショー）
- 2004年7月13日、TCAスペシャル2004『タカラヅカ90〜100年への道〜』
- 2005年2月 - 5月、『エリザベート』 - エルマー
- 2005年7月 - 8月、バウホール公演『BourbonStreet Blues』 - ジェフ（主演）
- 2005年9月 - 12月、『JAZZYな妖精たち／Revue of Dreams』 - ミック（退団公演）

## 宝塚歌劇団退団後の主な出演

### 写真集
- FREE（2008年7月14日、小学館、撮影：篠山紀信）ISBN 978-4093945967

### DVD
- digi+KISHIN DVD 月船さらら（2008年11月28日 ポニーキャニオン）

### 映画
- さくらん（2007年） - 昼顔
- 世界で一番美しい夜（2008年） - 檜原輝子（ヒロイン）
- 小森生活向上クラブ（2008年11月）
- 非女子図鑑「B（ビー）」（2009年5月30日） - 美帆（ヒロイン）
- つむじ風食堂の夜（2009年11月） - 菜々津（ヒロイン）
- デンデラ（2011年6月）
- 乱反射（2011年、谷口正晃監督）
- アウトレイジ ビヨンド（2012年、北野武監督）
- 千年の愉楽（2013年、若松孝二監督）
- 魔王（2014年、天願大介監督） - 嘉子 役（ヒロイン）
- 力俥〜草津熱湯編〜（2014年、アベユーイチ監督）
- 禁忌（2014年、和島香太郎監督） - 薩川詩穂 役
- 赤の女王 牛る馬猪ふ（2014年、天願大介監督） - 嘉子 役（ヒロイン）
- GOOD YEAR（2015年、林海象監督）（ヒロイン）
- 劇場版 ウルトラマンX きたぞ!われらのウルトラマン（2016年、田口清隆監督） - 橘さゆり 役
- 変態だ（2016年、安斎肇監督） - 薫子 役[9]
- 母 小林多喜二の母の物語（2017年2月、山田火砂子監督） - 伊藤ふじ子 役
- 完全なる飼育 étude（2020年、加藤卓哉監督） - 主演・小泉彩乃 役（市川知宏とのダブル主演）[10]
- BOLT（2020年、林海象監督）（ヒロイン）
- 燃えよ剣（2021年10月公開、原田眞人監督）- お梅 役
- ほどけそうな、息（2022年9月公開、小澤雅人監督）- シノブ 役

### テレビドラマ
- マイ☆ボス マイ☆ヒーロー 第1話（2006年、日本テレビ）喜一の亡妻 役
- ホカベン 第8話（2008年、日本テレビ）判事補 役
- 土曜時代劇 陽炎の辻2〜居眠り磐音 江戸双紙〜（2008年11月15日・22日、NHK）
- イケ麺そば屋探偵〜いいんだぜ!〜 エピソード3（2009年5月2日、日本テレビ）
- 猿ロック エピソード3（2009年8月27日、9月3日、9月10日、日本テレビ）
- あり得ない! 第1話・綾小路みどり役 （2010年1月13日、毎日放送）
- チーム・バチスタ2 〜ジェネラル・ルージュの凱旋〜 第2話（2010年4月13日、関西テレビ）
- 大魔神カノン 第7話・12話・16話 （2010年5月14日、6月25日、7月23日、テレビ東京）
- アザミ嬢のララバイ 第9話（2010年6月16日、毎日放送）
- ハンチョウ〜神南署安積班〜 第3シリーズ 第1話（2010年7月5日、TBS）
- ナサケの女〜国税局査察官〜 第3話（2010年11月4日、テレビ朝日）
- おくさまは18歳（2011年、フジテレビTWO）
- 聖なる怪物たち 第2話・第4話（2012年1月26日、2月9日、テレビ朝日）
- 警視庁捜査一課9係 season7 最終話（2012年9月5日、テレビ朝日） 星野彩華 役
- 赤川次郎原作 毒<ポイズン> 第12話・最終話（2012年12月20日・27日、読売テレビ）結城浩美 役
- ミエリーノ柏木 第3・5話（2013年1月25日、2月8日、テレビ東京）森田雅子 役
- 黒い十人の黒木瞳III「黒い先輩」（2013年6月30日、NHK BSプレミアム）陽子 役
- 金曜プレステージ 「黒の滑走路3」（2013年8月9日、フジテレビ）稲葉遥 役
- おふこうさん 第6話（2014年2月11日、NHK BSプレミアム）藤咲すみれ 役
- 僕らはみんな死んでいる♪ （2014年7月-9月、TBS）城之内静江 役
- 匿名探偵 第6話（2014年8月15日、テレビ朝日）木野リカ 役
- ほっとけない魔女たち 第18 - 20話（2014年9月24日 - 26日、東海テレビ） - 遠藤涼 / 中井エリコ 役
- 警部補・杉山真太郎〜吉祥寺署事件ファイル 最終話（2015年3月23日、TBS） - 芹沢秋子 役
- 月曜ゴールデン・スクープ 遊軍記者・布施京一 （2015年6月15日、TBS）
- 金曜プレミアム・名探偵 神津恭介2（2015年7月10日、フジテレビ） - 倉橋澄子 役
- ウルトラマンX（2015年7月-12月、テレビ東京） - 橘さゆり 役
- 癒し屋キリコの約束（2015年8月-9月、東海テレビ） - 小笠原千香 役
- 土曜ワイド劇場・ゴーストライターの殺人取材2（2015年11月14日、テレビ朝日） - 大滝やよい 役
- 女性作家ミステリーズ 美しき三つの嘘（2016年1月4日、フジテレビ）
- ヒガンバナ〜警視庁捜査七課〜（2016年2月3日、日本テレビ） - 柴田曜子 役
- 水曜ミステリー9・警視庁さくらポリス〜最強の姉妹捜査官〜（2016年5月18日、テレビ東京） - 葛木真理子 役
- THE LAST COP/ラストコップ（2016年10月29日、日本テレビ） - 松浦美樹 役
- 大江戸事件帖 美味でそうろう２（2017年2月17日、BS朝日）
- 山崎豊子ドラマスペシャル　女の勲章（2017年4月15日、フジテレビ）
- 木曜ミステリー・科捜研の女 第2話（2017年10月26日、テレビ朝日）
- 越路吹雪物語（2018年1月 -、テレビ朝日）
- 連続ドラマW イアリー 見えない顔（2018年8月4日 - 、WOWOW）
- 花へんろ特別編　春子の人形　～脚本家・早坂暁がうつくしむ人～（2018年8月4日 、NHK BS）
- 東京二十三区女 第１話（2019年4月12日 、WOWOWプライム）
- 黒蜥蜴-BLACK LIZARD-（2019年12月29日 、NHK BSプレミアム）
- まとわりつくオンナ - 五つの地獄編 第4話（2020年3月6日、TBS）[11]
- リコカツ 第2話（2021年4月23日、TBS） ‐ 吉良朋美 役
- 二月の勝者-絶対合格の教室- 第6話（2021年11月20日、日本テレビ）- 柴田美佐子 役

### バラエティ
- 踊る!さんま御殿!!（日本テレビ）
- 男おばさん!!︎（フジテレビ）

### CM
- 東栄住宅 ブルーミングガーデン（2007年）
- JR東海 （2007年）
- POLA エステジェンヌ （2015年）

### 舞台
- BAKXAI-バッカイ-（2006年）
- 襤褸と宝石-（2007年）
- スペインの芝居-（2007年）
- MIDSUMMER CAROL ガマ王子 vs ザリガニ魔人（2008年）雅美 役
- 陰獣INSIDE BEAST-（2009年）
- 妹と油揚（2009年）
- 痴人の愛〜IDIOTS〜（2010年5月20日 - 25日）
- ロックンロール（2010年8月）
- NOISES OFF（2011年6月）
- 引き際（2011年10月）
- なまず（2012年5月）
- 非家族（2012年9月）
- なまず［再演］（2013年5月）
- どんぶりの底 （2014年9月 - 10月）
- おかあちゃん 〜コシノアヤコ物語〜（2014年）
- 京都都大路 迷宮の恋めぐり（2015年10月）
- GOKÛ（2016年2月） 玄奘三蔵 役[12]
- ゴーレム（2016年6月）
- 北村想名作戯曲『十一人の少年』（2016年10月）
- 舞台版『ロードス島戦記』（2017年1月） - カーラ 役[13]
- 戌井昭人書下ろし『だいこん～珍奇なゴドー』（2017年3月）[14]
- 二輪草（2017年4月）[15]
- SCRAP（2017年7月）[16]
- 二輪草［再演］（2017年8月）[15]
- ゴーレム（2017年9月）[17]
- 衣衣（2018年2月）[18]
- 殺しのリハーサル（2018年4月）
- 女帝（2018年6月）彩香 役[19]
- 青鬼の褌を洗う女（2018年7月）[20]
- 劇団唐組「黄金バット～幻想教師出現～」（2018年10月）[21]
- 陰獣 INTO THE DARKNESS（2019年1月）[22]
- 劇団唐組「ジャガーの眼」（2019年4月）
- 少女仮面（2020年2月）[23]
- 痴人の愛［再演］（2020年10月）[24]
- 聖なる日（2021年3月）
- 加担者（2022年8月）[25]
- 女中たち（2022年12月）[26]
- ライブ版　西瓜とゲートル（2024年3月）
- みんなのうた！（2024年8月）
- GIFT（2025年2月）
- 家畜追いの妻（2025年7月）
- REAL（2025年9月公演予定）[27]
- ロンリー・アイランド（2025年10月公演予定）[28]

### 配信ドラマ
- 僕らはみんな死んでいる♪（2013年12月 - 2014年2月、NOTTV） - 城之内静江 役
- 代償（2016年10月、hulu） - 奥山圭輔の母 役
- ゆうべはお楽しみでしたね外伝（2019年1月9日 - 、U-NEXT）

### 写真展
- 月船さらら × 篠山紀信写真展『FREE』（2008年7月19日 - 2008年8月12日 [T&G ARTS]）